# Karel Josef Barvitius
Karel Josef Barvitius, křtěný Karel Josef (původním jménem Karel Brodský), (9. prosince 1864 Německý Brod – 23. března 1937 Praha) byl český hudební skladatel a nakladatel.

## Život
Karel Josef Barvitius se narodil v Německém (dnes) Havlíčkově Brodě do rodiny městského písaře Františka Barviciuse a následně absolvoval tamější gymnázium. V Praze pak studoval práva. Hudební vzdělání získal soukromě. Pod pseudonymem Karel Brodský komponoval a později vydával své klavírní úpravy písní, národních písní a oper.
V roce 1897 otevřel v Praze obchod s hudebními nástroji, který v roce 1914 rozšířil na hudební vydavatelství: „Hudební nakladatelství, hudební závod, knihkupectví, prodej pian, pianin, phonol, harmonií, varhan, obchod hudebninami, zastoupení zahraničních nástrojových firem i hudebních edic.“ Jeho podnik se stal v Čechách jedním z nejvýznamnějších hudebních nakladatelství. Zasloužil se o všeobecné hudební vzdělání zejména tím, že v edicích Gloria a Barvitiova edice vydával hodnotná a relativně levná díla českých i světových mistrů ( zvláště pak dílo Bedřicha Smetany).
Stal se významnou osobností pražského hudebního života. V roce 1919 byl u zrodu Ochranného svazu autorského. Stal se jeho prvním předsedou, pak místopředsedou a až do své smrti zastával funkci pokladníka. Zemřel roku 1937 v Praze a byl pohřben na Vinohradském hřbitově.
V jeho díle pokračoval syn Karel Barvitius (1893–1949), který již za jeho života podnik řídil. Firma byla zlikvidována komunisty v roce 1949 a prodejny obsazeny Supraphonem.

## Dílo
Jeho vlastní skladby se nedochovaly. V katalogu jeho nakladatelství však nalezneme (ať už pod jménem svým nebo pseudonymem Karel Brodský) řadu hudebních úprav. Mimo jiné připravil české vydání Albertovy Školy hry na mandolínu a kytaru a české vydání klavírního výtahu opery Pettra Iljiče Čajkovského Evžen Oněgin.